# Daniel Dubois (Historiker)
Daniel Dubois (geb. 8. November 1944) ist ein französischer Historiker und Schriftsteller, der sich auf die Indianer Nordamerikas spezialisiert hat.

## Biografie
Dubois wurde 1944 geboren. Er ist Mitglied der Société des gens de lettres. Als bekannter Modedesigner entwarf er für den Couturier Louis Féraud eine ganze Indianermode, bevor er für das Haus Dior arbeitete. 1976 schrieb er zwei Serien für TF1: Indiens des plaines (Prärieindianer) und Les guerres indiennes (Indianerkriege). Er ist Verfasser verschiedener Werke über die Indianer Nordamerikas, darunter das umfangreiche Nachschlagewerk Dictionnaire des Indiens de l’Amérique du Nord. Er hat eine der prestigeträchtigsten Sammlungen von äußerst seltenen Werken aus dem 17. und 18. Jahrhundert über Neufrankreich und Louisiana zusammengestellt.

## Publikationen
- Les signes mystérieux des Peaux-Rouges. Nathan, 1976
- Dictionnaire des Indiens de l’Amérique du Nord. Guy Trédaniel, 2024 (Online-Teilansicht)
- (mit Yves Berger): Les Indiens des Plaines. Éditions du Rocher, Paris 2001